# Návratnost
Návratnost investice (rentabilita investic, angl. return on investment, ROI) je poměr výnosu či změny hodnoty investice k investovanému kapitálu, případně poměr výsledku hospodaření k investicím. Návratnost se počítá pro konkrétní případ, projekt, podnikatelský plán nebo jiný logicky oddělitelný úkon, u kterého lze spočítat zisky i celkové investice. Vyjadřuje se v procentech a vyhodnocuje se nejčastěji ročně, dá se však vyjádřit i za jiné období, anebo předpokládaným časem, za který kumulované výnosy splatí investovaný kapitál.

## Účel
V podnikání, významem rentability investic je změřit za určité období míru návratnosti peněz investovaných do nějaké ekonomické entity, aby se zjistilo, zda je výhodné danou investici provést. Současně je také využíván jako indikátor k porovnávání různých investicí v rámci jednoho portfolia. Investice s nejvyšší hodnotou ROI je zpravidla upřednostňována, i přes to, že je vždy nutné brát v potaz i rozložení hodnot ROI v průběhu celého období investice. V poslední době byl tento koncept aplikován na investice vědeckých grantových agentur (např. National Science Foudnation) do výzkumů otevřeného hardware a navazujících návratů pro přímé digitální replikace. ROI a podobné funkce poskytují nástin výnosnosti, přizpůsobený velikosti investičních aktiv vázaných v daném podniku. Hodnota ROI je často porovnávána s očekávanou (nebo požadovanou) mírou návratnosti investovaných peněz. ROI není upravována ke konkrétnímu času (na rozdíl od např. čisté současné hodnoty): většina učebnic jí popisuje pomocí investice v „Roce 0“ a dvěma až třemi roky příjmů. Marketingová rozhodnutí mají jasnou potenciální souvislost s čitatelem hodnoty ROI (zisk), ale tato rozhodnutí často ovlivňují užívání aktiv a hlavních požadavků (na příklad, pohledávek a zásob). Marketingoví pracovníci by měli mít představu o postavení jejich společnosti a očekávané návratnosti. V průzkumu zahrnujícím téměř 200 marketingových manažerů, 77 procent odpovědělo, že shledávají funkci návratnosti investic velmi užitečnou. Termín návratnost investic je možné použít i jinak než pouze ve významu finančního zisku. Například, sociální návratnost investic (angl. „social return on investment“, SROI) je metoda hodnotového přístupu na měření nepeněžních hodnot (př. sociální hodnoty a hodnoty životního prostředí, které v současnosti nejsou reflektovány v konvenčních finančních účtech) v souvislosti s investovanými zdroji. Může být použita jakoukoliv entitou k vyhodnocení dopadu na zainteresované subjekty, identifikaci způsobů ke zlepšení výkonu a k posílení výkonu investic.
Riziko používání ROI
Jednoduchost vzorce ROI umožňuje uživatelům volný výběr proměnných, např. délku doby výpočtu, zahrnutí režijních nákladů nebo faktory, jež jsou užity pro výpočet příjmu či nákladových komponentů. Použití ROI jako indikátoru upřednostňování investičních projektů je riskantní, jelikož ROI nebývá doprovázena vysvětlením vlastního složení.
U dlouhotrvajících investic je potřeba přizpůsobit čistou současnou hodnotu.
Jedním z největších rizik spojených s tradičním výpočtem ROI je skutečnost, že plně „nezachycuje krátko - či dlouhodobý význam, hodnotu či rizika spojená s přírodním a sociálním kapitálem“, jelikož nezodpovídá za environmentální, sociální a vládní provedení organizace. Vzhledem k chybějícímu systému pro měření krátko- a dlouhodobého environmentálního, sociálního a vládního provedení firmy plánují rozhodující osoby budoucnost bez ohledů na rozsah dopadů spojených s jejich rozhodnutími.

## Výpočet
Pro jednorázové přezkoumání vydělte návratnost (čistý výnos) zavázanými zdroji (investicí).
návratnost investice = čistý výnos / investice
kde:
čistý výnos = hrubý zisk − výdaje
investice = nesplacené akcie + nároky
nebo
návratnost investice = (výnos investice – investiční náklady) / investiční náklady
nebo
návratnost investice = (příjem – náklady na prodané zboží) / náklady na prodané zboží

### Vlastnictví
Komplikace při výpočtu návratnosti investice mohou nastat při refinancování majetku nebo při uzavření druhé hypotéky. Úrok z druhé nebo refinancované půjčky se může zvýšit a mohou být účtovány poplatky za půjčky, které mohou snížit návratnost investic, pokud jsou nová čísla použita v rovnici návratnosti investice. Může také dojít ke zvýšení nákladů na údržbu a majetkové daně, a ke zvýšení sazeb za služby, pokud vlastník rezidenčního nájemného nebo komerčního majetku tyto náklady platí.
Komplexní výpočty mohou být rovněž vyžadovány u majetku zakoupeného s hypotékou s nastavitelnou sazbou (ARM) s proměnlivou sazbou zvyšující se úroky účtovanou ročně po dobu trvání půjčky.

### Protokol „Spread Fees“ (SFP – z angličtiny Spread Fees Protocol) (návratnost investice na základěkryptoměny)
Protokol „Spread Fees“, který byl poprvé představen platformou blockchain Radium Core, je novým přístupem ke klasické architektuře Proof of Stake pro získání odměny v síti výměnou za zabezpečení sítě. Sítě blockchainu spravuje mnoho různých jednotlivců a každý z těchto uzlů si zaslouží malou odměnu, kdykoli někdo zaznamená nová data do SmartChain. Historicky byly transakční poplatky zahrnuty jako odměna do bloku, ve kterém transakce probíhaly. SFP diktuje, že by to mohlo být nespravedlivé, protože peněženky s více mincemi by s větší pravděpodobností dostaly tyto bloky s vyššími odměnami. S protokolem o rozložených poplatcích jsou poplatky vyplaceny zpět sázkařům pomalu, v následujících 1440 blocích, nikoli všechny najednou, což zajišťuje, že žádný mocný sázkař nemůže získat všechny odměny. Většina vsazených bloků bude mít odměnu mírně vyšší než uvedená bloková odměna, což je výsledek tohoto protokolu. Čím více bude síť používána a jak bude odesíláno více transakcí, budou se další odměny z poplatků za rozpětí úměrně zvyšovat.

### Marketingové investice
Marketing neovlivňuje jen čistý zisk, může ovlivnit i úroveň investic. Nové továrny a vybavení, majetek a pohledávky jsou tři hlavní druhy investic, které mohou být ovlivněny volbou marketingu. Dle studií mohou partnerství s „mikroinfluencery“ přinést větší ROI než spolupráce s významnějšími osobnostmi.
V závislosti na definici “investice” rozlišujeme především příbuzné ukazatele RoA, RoNA, RoC a RoIC.
Návratnost investice je oblíbeným ukazatelem pro přerozdělení rozpočtu marketingu. Návratnost investice pomáhá rozdělit marketingové aktivity na ty, které se vyplatí dále financovat a ty, které je výhodnější ukončit.

## Return on Integration (ROInt)
Aby se vyřešil problém nedostatku integrace krátkodobého i dlouhodobého významu, hodnot a rizik spojených s přírodním i sociálním kapitálem v tradičních ukazatelích ROI, společnosti hodnotí svůj výkon v oblasti životního prostředí a sociální správy (ESG) skrze přístup tzv. Integrované správy, který rozšiřuje tradiční ukazatel ROI na úroveň tzv. Return of Integration (ROInt). Ten firmám umožňuje hodnotit investice nejen na základě finanční návratnosti, ale i dlouhodobého dopadu z hlediska životního prostředí a společnosti. Díky důrazu na oblast životního prostředí a sociální správy mohou činitelé objevovat nové možnosti tvorby hodnot, které by při využití tradičních finančních výkazů patrné nebyly. Například uhlíková stopa je jedna z hodnot, které lze zakomponovat do výpočtů ROInt a ukázat tak dopad z investic plynoucí produkce skleníkových plynů na společnost. Mluvíme tedy o integrovaném přístupu, který podporuje rozhodování na základě principů tzv. Integrované zodpovědnosti, dále rozšiřující myšlenky tzv. Trojí zodpovědnosti („triple bottom line“), a kombinuje finanční, environmentální a společenský výkon v jeden ukazatel. Ten činitelům umožňuje odhalit možnosti tvorby hodnot, přispívajících k růstu a změnám v rámci organizace.